# Daron Malakian
 (mars 2021).
Si vous disposez d'ouvrages ou d'articles de référence ou si vous connaissez des sites web de qualité traitant du thème abordé ici, merci de compléter l'article en donnant les références utiles à sa vérifiabilité et en les liant à la section « Notes et références ».
Pour les articles homonymes, voir Malakian.
Daron Malakian (en arménien : Տարոն Մալաքեան, Taron Malak̕ean ; né le 18 juillet 1975 à Hollywood) est un chanteur, parolier et multi-instrumentiste arméno-américain principalement connu pour son rôle de guitariste au sein du groupe System of a Down. Il est réputé pour ses riffs énergiques et est l'auteur d'une partie des compositions de la formation. Il assure certaines parties de basse en studio (sur Mezmerize et Hypnotize) et est aussi chanteur (avec Serj Tankian). Il fonde le groupe Scars on Broadway en 2005 pour lequel il assure le chant et la guitare.

## Biographie
Daron Malakian est né dans une famille d'origine arménienne – son père Vartan est né à Mossoul, en Irak et sa mère, Zepur au Liban – ayant émigré à Hollywood, en Californie peu avant sa naissance.
Il est coproducteur (avec Rick Rubin) des albums de son groupe System of a Down mais aussi producteur de The Ambulance et de Bad Acid Trip, deux groupes signés sur le label Serjical Strike (de son ami Serj Tankian). Depuis peu[Quand ?] , il dirige le label EatUrMusic.
À la suite de la sortie des albums Mezmerize et Hypnotize de System of a Down, le groupe se met en pause. Daron en profite pour former le groupe Scars on Broadway en 2006. Lui-même à la guitare et au chant, il s'entoure de John Dolmayan à la batterie, Franky Perez à la 2e guitare et qui accompagne Daron au chant, Dominic Cifarelli à la basse, et Danny Shamoun au synthé et aux percussions.

## Équipement
Malakian possède un arsenal très varié de guitares, claviers et basses. De la guitare à 12 cordes à plusieurs modèles de guitares électriques, les albums de System of a Down regorgent de nuances désirées par le guitariste.

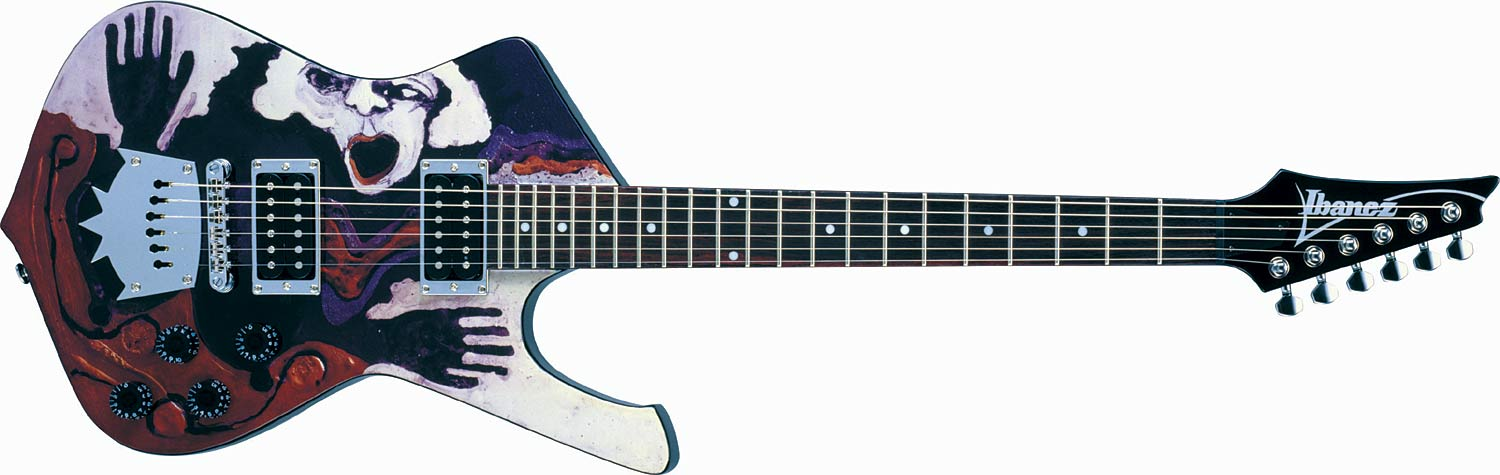
Exemplaire d'une Ibanez DMM-1, guitare signature conçue pour D. Malakian,,.

C'est cependant son matériel de scène qui est le plus populaire et le plus flamboyant. Alors qu'il utilisait surtout des guitares baryton Ibanez Iceman IC300 (modèle custom, parfois décoré des peintures de son père, Vartan Malakian) accordées en Dropped C (C - G - C - F - A - D) avant la sortie des albums Hypnotize et Mezmerize, il n'emploie aujourd'hui pratiquement que des Gibson SG de couleur rouge ou blanche et plus récemment de couleur noire.
Il utilise aussi des amplificateurs de marque Marshall, possède son propre jeu de mediators Jim Dunlop Delrin 2.0mm et joue sur des cordes Ernie Ball Skinny Top Heavy Bottom.
Daron Malakian a sorti une guitare signature en collaboration avec Ibanez, la Ibanez DMM1, une six cordes électrique dérivée de l'Ibanez Iceman,,, dont le design a été exécuté par Vartan Malakian et qui a été produite en 300 exemplaires uniquement. Daron joue également de la batterie, instrument qu'il voulait pratiquer dans sa jeunesse avant que ses parents ne lui offrent une guitare électrique.

## Autres apparitions
- 2010 : avec Cypress Hill sur le titre Trouble Seeker.
- 2014 : avec Linkin Park sur le titre Rebellion